# Hans Böhm (Politiker, 1882)
Hans Böhm (* 14. September 1882 in München; † 15. Januar 1955 in Neuwied) war ein deutscher Politiker der SPD.

## Leben
Böhm war Buchbinder und 1901 als Geselle auf Wanderschaft nach Neuwied gekommen. Er war seit 1901 in der Neuwieder Raiffeisendruckerei als Buchbinder beschäftigt (abgesehen von der Teilnahme am Ersten Weltkrieg). Seine politische Tätigkeit begann 1905, als er in die SPD eintrat. Von 1924 bis 1926 und erneut von 1929 bis 1933 bekleidete er das Amt eines ehrenamtlichen Beigeordneten der Stadt Neuwied. In diesem Amt unterstützte er den damaligen Neuwieder Bürgermeister Robert Krups bei seinem Engagement für die Errichtung von Deichen. Von 1929 bis 1933 war er auch Stadtverordneter. 1944 wurde Böhm im Rahmen der Aktion Gitter inhaftiert.
1946 berief die französische Militärregierung ihn in die Beratende Versammlung des Landes Rheinland-Pfalz. Im Jahr darauf wählte ihn das Volk in den ersten Rheinland-Pfälzischen Landtag. Im Landtag war er Mitglied im Hauptausschuss, Haushalts- und Finanzausschuss, Rechtsausschuss und Geschäftsordnungsausschuss, ab 12. Oktober 1950 Rechts-, Geschäftsordnungs- und Petitionsausschuss, Wirtschafts- und Wiederaufbauausschuss. 1951 schied er aus dem Parlament aus, dafür zog sein Sohn Hans Böhm in den Landtag ein. Heute erinnert die Hans-Böhm-Straße in Neuwied an ihn.
Er war 1910 Zweiter Vorsitzender der AOK für den Kreis Neuwied, später Vorsitzender der AOK, Mitglied im Aufsichtsrat der Kraftversorgung Rhein-Wied AG.